# Rudolf Bernhardt
Rudolf Bernhardt (Kassel, 29 april 1925 – Heidelberg, 1 december 2021) was een Duits rechtsgeleerde en rechter van het Europees Hof voor de Rechten van de Mens (EHRM).
Bernhardt volgde op 27 januari 1981 Hermann Mosler op om Duitsland te vertegenwoordigen bij het EHRM. In 1992 werd hij er tot vicepresident verheven. Deze functie vervulde hij tot in 1998. Na de dood van Rolv Ryssdal fungeerde hij zeven maanden lang als president van het EHRM, tot de inwerkingtreding op 1 november 1998 van protocol 11 bij het Europees Verdrag voor de Rechten van de Mens waarmee het hof een permanente instelling van de Raad van Europa werd.
Bernhardt overleed op 96-jarige leeftijd.
- Bibsys: 90315610
- Bibliothèque nationale de France: cb123120239 (data)
- CiNii: DA00894565
- Gemeinsame Normdatei: 119256886
- International Standard Name Identifier: 0000 0000 8173 5076
- Library of Congress Control Number: n50007086
- Bibliotheek van het Japanse parlement: 00433112
- Nationale Bibliotheek van Tsjechië: mub2012702693
- Nationale bibliotheek van Australië: 35748983
- Nationale Bibliotheek van Israël: 987007442876205171
- Nederlandse Thesaurus van Auteursnamen: 069052603
- Réseau des bibliothèques de Suisse occidentale: 02-A002997494
- Système universitaire de documentation: 032009186
- Trove: 1069774
- Virtual International Authority File: 64073352
- WorldCat: E39PBJvRTHHYYd7BkgCqQtQTHC